# Чернова, Людмила Александровна
Людми́ла Алекса́ндровна Черно́ва (в девичестве — Зе́нина; род. 30 ноября 1955, Норильск, Красноярский край) — советская легкоатлетка, олимпийская чемпионка в эстафете 4×400 метров. С 2012 года — министр физической культуры и спорта Краснодарского края.
Заслуженный мастер спорта СССР (1992). Награждена почётным знаком «За заслуги в развитии физической культуры и спорта».

## Биография
В 1963 году переехала в Армавир. В ДЮСШ занималась плаванием, с 1970 года легкоатлетическим многоборьем.
На московских Играх принимала участие в забеге на 400 метров и в эстафетном беге 4×400 метров. На 400-метровой дистанции не смогла выйти в финал, а в эстафете Чернова, также как и Ольга Минеева, участвовала в предварительном забеге, но финал пропустила. Её заменили на Нину Зюськову. Команда СССР выиграла золотые медали.
Окончила Краснодарский педагогический институт. После завершения карьеры работала тренером и руководителем краевой СДЮСШОР «Юность России».

## Арест
Арестована 28 апреля 2018 года. Против неё возбуждено уголовное дело по ч. 2 ст. 286 УК РФ (превышение полномочий) из-за выплат футбольному клубу «Кубань» денег из бюджета на сумму 886 миллионов рублей. Сама министр сейчас находится в СИЗО, а у неё дома накануне прошел обыск. В министерстве спорта края отказались как-либо комментировать эту ситуацию, лишь пояснив, что глава их ведомства «отсутствует на рабочем месте». 
27 августа 2018 года уголовное преследование в отношении Людмилы Черновой было прекращено в виду отсутствия состава преступления.

## Личная жизнь
Муж Людмилы Сергей — десятиборец, дочь Татьяна — чемпионка мира и двукратный бронзовый призёр Олимпийских игр в семиборье (позднее была лишена наград за применение допинга). Сын Евгений тоже занимается спортом. Муж Татьяны Виталий Смирнов (род. 1978) также был легкоатлетом, выступал за Узбекистан в десятиборье на Олимпийских играх 2004 и 2008 годов, был чемпионом Азии.